# Aston Villa Football Club 2020-2021
Questa voce raccoglie le informazioni riguardanti l'Aston Villa Football Club nelle competizioni ufficiali della stagione 2020-2021.

## Maglie e sponsor
| Casa | Trasferta | Terza maglia |

Sponsor ufficiale: Cazoo
Fornitore tecnico: Kappa

## Organico

### Rosa
In corsivo i calciatori ceduti durante la stagione.
| N. |                         | Ruolo | Calciatore               |
| -- | ----------------------- | ----- | ------------------------ |
| 1  | Inghilterra (bandiera)  | P     | Tom Heaton               |
| 2  | Inghilterra (bandiera)  | C     | Matty Cash               |
| 3  | Galles (bandiera)       | D     | Neil Taylor              |
| 4  | Inghilterra (bandiera)  | D     | Ezri Konsa               |
| 5  | Inghilterra (bandiera)  | D     | Tyrone Mings             |
| 6  | Brasile (bandiera)      | C     | Douglas Luiz             |
| 7  | Scozia (bandiera)       | C     | John McGinn              |
| 8  | Inghilterra (bandiera)  | C     | Henri Lansbury           |
| 9  | Brasile (bandiera)      | A     | Wesley                   |
| 10 | Inghilterra (bandiera)  | C     | Jack Grealish (capitano) |
| 11 | Inghilterra (bandiera)  | A     | Ollie Watkins            |
| 12 | Inghilterra (bandiera)  | P     | Jed Steer                |
| 14 | Irlanda (bandiera)      | C     | Conor Hourihane          |
| 15 | Burkina Faso (bandiera) | A     | Bertrand Traoré          |
| 17 | Egitto (bandiera)       | C     | Trézéguet                |

| N. |                        | Ruolo | Calciatore        |
| -- | ---------------------- | ----- | ----------------- |
| 18 | Inghilterra (bandiera) | D     | Matt Targett      |
| 19 | Zimbabwe (bandiera)    | C     | Marvelous Nakamba |
| 20 | Inghilterra (bandiera) | C     | Ross Barkley      |
| 21 | Paesi Bassi (bandiera) | C     | Anwar El Ghazi    |
| 22 | Belgio (bandiera)      | D     | Björn Engels      |
| 23 | Spagna (bandiera)      | A     | Jota              |
| 24 | Francia (bandiera)     | D     | Frédéric Guilbert |
| 25 | Francia (bandiera)     | C     | Morgan Sanson     |
| 26 | Argentina (bandiera)   | P     | Emiliano Martínez |
| 27 | Egitto (bandiera)      | C     | Ahmed Elmohamady  |
| 28 | Croazia (bandiera)     | P     | Lovre Kalinić     |
| 30 | Inghilterra (bandiera) | D     | Kortney Hause     |
| 37 | Inghilterra (bandiera) | D     | Mungo Bridge      |
| 39 | Inghilterra (bandiera) | A     | Keinan Davis      |
| 41 | Inghilterra (bandiera) | C     | Jacob Ramsey      |

#### Aggregati dal settore giovanile
| N. |                        | Ruolo | Calciatore         |
| -- | ---------------------- | ----- | ------------------ |
| 42 | Inghilterra (bandiera) | D     | Dominic Revan      |
| 46 | Inghilterra (bandiera) | D     | Jake Walker        |
| 47 | Inghilterra (bandiera) | D     | Callum Rowe        |
| 50 | Inghilterra (bandiera) | D     | Harrison Sohna     |
| 51 | Ungheria (bandiera)    | P     | Ákos Onódi         |
| 52 | Inghilterra (bandiera) | C     | Jaden Philogene    |
| 56 | Inghilterra (bandiera) | A     | Cameron Archer     |
| 57 | Inghilterra (bandiera) | C     | Ben Chrisene       |
| 60 | Inghilterra (bandiera) | C     | Carney Chukwuemeka |
| 61 | Inghilterra (bandiera) | A     | Louie Barry        |

| N. |                        | Ruolo | Calciatore       |
| -- | ---------------------- | ----- | ---------------- |
| 62 | Inghilterra (bandiera) | C     | Kaine Kesler     |
| 67 | Inghilterra (bandiera) | C     | Arjan Raikhy     |
| 68 | Inghilterra (bandiera) | C     | Brad Young       |
| 69 | Spagna (bandiera)      | C     | Mamadou Sylla    |
| 70 | Paesi Bassi (bandiera) | C     | Lamare Bogarde   |
| 71 | Inghilterra (bandiera) | C     | Hayden Lindley   |
| 72 | Paesi Bassi (bandiera) | C     | Sil Swinkels     |
| 73 | Inghilterra (bandiera) | C     | Edward Rowe      |
| 74 | Finlandia (bandiera)   | P     | Viljami Sinisalo |
| 75 | Polonia (bandiera)     | P     | Oliwier Zych     |

### Staff tecnico
- Dean Smith - Allenatore
- Richard O'Kelly - Allenatore in seconda
- Craig Shakespeare - Allenatore in seconda
- John Terry - Assistente allenatore
- Neil Cutler - Allenatore dei portieri
- Jim Hendry - Preparatore atletico

## Calciomercato

### Sessione estiva
| Acquisti         | Acquisti          | Acquisti          | Acquisti                     |
| R.               | Nome              | da                | Modalità                     |
| ---------------- | ----------------- | ----------------- | ---------------------------- |
| A                | Ollie Watkins     | Brentford         | definitivo (34 milioni €)    |
| A                | Bertrand Traoré   | Olympique Lione   | definitivo (18,4 milioni €)  |
| P                | Emiliano Martínez | Arsenal           | definitivo (17,4 milioni €)  |
| D                | Matty Cash        | Nottingham Forest | definitivo (15,75 milioni €) |
| C                | Ross Barkley      | Chelsea           | prestito                     |
| Altre operazioni |                   |                   |                              |
| R.               | Nome              | da                | Modalità                     |
| A                | Scott Hogan       | Birmingham City   | fine prestito                |
| P                | Lovre Kalinić     | Tolosa            | fine prestito                |
| A                | Andre Green       | Charlton          | fine prestito                |
| D                | James Bree        | Luton Town        | fine prestito                |

| Cessioni         | Cessioni         | Cessioni        | Cessioni                    |
| R.               | Nome             | a               | Modalità                    |
| ---------------- | ---------------- | --------------- | --------------------------- |
| A                | Scott Hogan      | Birmingham City | definitivo (2,77 milioni €) |
| A                | Jota             | Alavés          | gratuito                    |
| A                | Borja Bastón     | Leganés         | gratuito                    |
| D                | James Chester    | Stoke City      | gratuito                    |
| D                | James Bree       | Luton Town      | n.d.                        |
| A                | Mbwana Samatta   | Fenerbahçe      | prestito                    |
| A                | Andre Green      |                 | svincolato                  |
| P                | Ørjan Nyland     |                 | svincolato                  |
| Altre operazioni |                  |                 |                             |
| R.               | Nome             | da              | Modalità                    |
| C                | Danny Drinkwater | Chelsea         | fine prestito               |
| P                | Pepe Reina       | Milan           | fine prestito               |

### Sessione invernale
| Acquisti         | Acquisti      | Acquisti            | Acquisti                    |
| R.               | Nome          | da                  | Modalità                    |
| ---------------- | ------------- | ------------------- | --------------------------- |
| C                | Morgan Sanson | Olympique Marsiglia | definitivo (15,8 milioni €) |
| Altre operazioni |               |                     |                             |
| R.               | Nome          | da                  | Modalità                    |

| Cessioni         | Cessioni          | Cessioni       | Cessioni |
| R.               | Nome              | a              | Modalità |
| ---------------- | ----------------- | -------------- | -------- |
| C                | Henri Lansbury    | Bristol City   | gratuito |
| C                | Conor Hourihane   | Swansea City   | prestito |
| D                | Frédéric Guilbert | Strasburgo     | prestito |
| P                | Lovre Kalinić     | Hajduk Spalato | prestito |
| Altre operazioni |                   |                |          |
| R.               | Nome              | da             | Modalità |

## Risultati

### Premier League

#### Girone di andata
| Arbitro: | Moss |

|                                        |           |  |
| Bernardo Silva 79’ Gündoğan 90’ (rig.) | Marcatori |  |

| Arbitro: | Scott |

|           |           |  |
| Konsa 63’ | Marcatori |  |

| Arbitro: | Attwell |

|  |           |                                     |
|  | Marcatori | 4’ Grealish 15’ Hourihane 48’ Mings |

| Arbitro: | Atkinson |

|                                                               |           |                |
| Watkins 4’, 22’, 39’ McGinn 35’ Barkley 55’ Grealish 66’, 75’ | Marcatori | 33’, 60’ Salah |

| Arbitro: | Moss |

|  |           |               |
|  | Marcatori | 90+1’ Barkley |

| Arbitro: | Tierney |

|  |           |                       |
|  | Marcatori | 55’, 67’, 74’ Bamford |

| Arbitro: | England |

|                                               |           |                                               |
| Mings 62’ Watkins 90+3’ (rig.) Grealish 90+7’ | Marcatori | 20’ Vestergaard 33’, 45’ Ward-Prowse 58’ Ings |

| Arbitro: | Atkinson |

|  |           |                                  |
|  | Marcatori | 25’ (aut.) Saka 72’, 75’ Watkins |

| Arbitro: | Oliver |

|           |           |                       |
| Konsa 47’ | Marcatori | 12’ Welbeck 56’ March |

| Arbitro: | Bankes |

|                      |           |              |
| Ogbonna 2’ Bowen 46’ | Marcatori | 25’ Grealish |

| Arbitro: | Hooper |

|                        |           |  |
| Watkins 13’ Traoré 42’ | Marcatori |  |

| Arbitro: | Dean |

|  |           |                       |
|  | Marcatori | 90+4’ (rig.) El Ghazi |

| Birmingham 17 dicembre 2020, ore 18:00 WET 13ª giornata | Aston Villa | 0 – 0 referto | Burnley | Villa Park (0 spett.)\| Arbitro: \| Pawson \| |
| Arbitro:                                                | Pawson      |               |         |                                               |

| Arbitro: | Atkinson |

|  |           |                                    |
|  | Marcatori | 5’, 88’ (rig.) El Ghazi 84’ Traoré |

| Arbitro: | Taylor |

|                                  |           |  |
| Traoré 5’ Hause 66’ El Ghazi 76’ | Marcatori |  |

| Arbitro: | Attwell |

|            |           |              |
| Giroud 34’ | Marcatori | 50’ El Ghazi |

| Arbitro: | Oliver |

|                                  |           |            |
| Martial 40’ Fernandes 61’ (rig.) | Marcatori | 58’ Traoré |

| Arbitro: | Dean |

|  |           |                                 |
|  | Marcatori | 29’ C. Vinícius 68’ (rig.) Kane |

| Birmingham 13 maggio 2021, ore 18:00 WEST 19ª giornata | Aston Villa               | 0 – 0 referto | Everton | Villa Park (0 spett.)\| Arbitro: \| Atkinson (West Yorkshire) \| |
| Arbitro:                                               | Atkinson (West Yorkshire) |               |         |                                                                  |

#### Girone di ritorno
| Arbitro: | Tierney |

|                             |           |                          |
| Mee 52’ McNeil 76’ Wood 79’ | Marcatori | 14’ Watkins 68’ Grealish |

| Arbitro: | Mason |

|  |           |             |
|  | Marcatori | 41’ Barkley |

| Arbitro: | A. Madley |

|             |           |                             |
| Watkins 81’ | Marcatori | 51’ Souček 56’, 83’ Lingard |

| Arbitro: | Kavanagh |

|            |           |  |
| Watkins 2’ | Marcatori |  |

| Brighton 13 febbraio 2021, ore 20:00 WET 24ª giornata | Brighton | 0 – 0 referto | Aston Villa | AMEX Stadium (0 spett.)\| Arbitro: \| England \| |
| Arbitro:                                              | England  |               |             |                                                  |

| Arbitro: | Oliver |

|            |           |                         |
| Traoré 48’ | Marcatori | 19’ Maddison 23’ Barnes |

| Arbitro: | Bankes |

|  |           |             |
|  | Marcatori | 5’ El Ghazi |

| Birmingham 6 marzo 2021, ore 17:30 WET 27ª giornata | Aston Villa | 0 – 0 referto | Wolverhampton | Villa Park (0 spett.)\| Arbitro: \| A. Madley \| |
| Arbitro:                                            | A. Madley   |               |               |                                                  |

| Arbitro: | Tierney |

|                 |           |                     |
| Lascelles 90+4’ | Marcatori | 86’ (aut.) C. Clark |

| Arbitro: | R. Jones |

|                |           |  |
| McGoldrick 30’ | Marcatori |  |

| Arbitro: | A. Madley |

|                                |           |              |
| Trézéguet 78’, 81’ Watkins 87’ | Marcatori | 61’ Mitrović |

| Arbitro: | Tierney |

|                                  |           |             |
| Salah 57’ Alexander-Arnold 90+1’ | Marcatori | 43’ Watkins |

| Arbitro: | Bankes |

|           |           |                     |
| McGinn 1’ | Marcatori | 22’ Foden 40’ Rodri |

| Arbitro: | Attwell |

|                                |           |                                        |
| El Ghazi 9’ (rig.) Davis 90+2’ | Marcatori | 23’ (rig.) M. Pereira 47’ (aut.) Mings |

| Arbitro: | Hooper (Swindon) |

|                   |           |                          |
| Calvert-Lewin 19’ | Marcatori | 13’ Watkins 80’ El Ghazi |

| Arbitro: | Kavanagh |

|            |           |                                               |
| Traoré 24’ | Marcatori | 52’ (rig.) Fernandes 56’ Greenwood 87’ Cavani |

| Arbitro: | Coote |

|                                   |           |                         |
| Benteke 32’ Zaha 76’ Mitchell 84’ | Marcatori | 17’ McGinn 34’ El Ghazi |

| Arbitro: | Pawson |

|             |           |                                 |
| Bergwijn 8’ | Marcatori | 20’ (aut.) Reguilón 39’ Watkins |

| Arbitro: | Attwell |

|                                |           |              |
| Traoré 43’ El Ghazi 52’ (rig.) | Marcatori | 70’ Chilwell |

### FA Cup
| Arbitro: | Pawson |

|           |           |                                      |
| Barry 41’ | Marcatori | 4’, 63’ Mané 60’ Wijnaldum 65’ Salah |

### EFL Cup
| Arbitro: | Langford |

|           |           |                                      |
| Daniel 2’ | Marcatori | 39’ Watkins 88’ Grealish 90+2’ Davis |

| Arbitro: | Linington |

|  |           |                                     |
|  | Marcatori | 11’ El Ghazi 14’ Traoré 73’ Watkins |

| Arbitro: | R. Jones |

|  |           |           |
|  | Marcatori | 26’ Vokes |

## Statistiche

### Statistiche di squadra
| Competizione   | Punti | In casa | In casa | In casa | In casa | In casa | In casa | In trasferta | In trasferta | In trasferta | In trasferta | In trasferta | In trasferta | Totale | Totale | Totale | Totale | Totale | Totale | DR  |
| Competizione   | Punti | G       | V       | N       | P       | Gf      | Gs      | G            | V            | N            | P            | Gf           | Gs           | G      | V      | N      | P      | Gf     | Gs     | DR  |
| -------------- | ----- | ------- | ------- | ------- | ------- | ------- | ------- | ------------ | ------------ | ------------ | ------------ | ------------ | ------------ | ------ | ------ | ------ | ------ | ------ | ------ | --- |
| Premier League | 55    | 19      | 7       | 4       | 8       | 29      | 27      | 19           | 9            | 3            | 7            | 26           | 19           | 38     | 16     | 7      | 15     | 55     | 46     | +9  |
| FA Cup         | -     | 1       | 0       | 0       | 1       | 1       | 4       | -            | -            | -            | -            | -            | -            | 1      | 0      | 0      | 1      | 1      | 4      | -3  |
| League Cup     | -     | 1       | 0       | 0       | 1       | 0       | 1       | 2            | 2            | 0            | 0            | 6            | 1            | 3      | 2      | 0      | 1      | 6      | 2      | +4  |
| Totale         | -     | 21      | 7       | 4       | 9       | 30      | 32      | 21           | 11           | 3            | 7            | 32           | 20           | 42     | 18     | 7      | 17     | 62     | 52     | +10 |

### Andamento in campionato
| Giornata  | 1  | 2  | 3 | 4 | 5 | 6 | 7 | 8 | 9 | 10 | 11 | 12 | 13 | 14 | 15 | 16 | 17 | 18 | 19 | 20 | 21 | 22 | 23 | 24 | 25 | 26 | 27 | 28 | 29 | 30 | 31 | 32 | 33 | 34 | 35 | 36 | 37 | 38 |
| --------- | -- | -- | - | - | - | - | - | - | - | -- | -- | -- | -- | -- | -- | -- | -- | -- | -- | -- | -- | -- | -- | -- | -- | -- | -- | -- | -- | -- | -- | -- | -- | -- | -- | -- | -- | -- |
| Luogo     | T  | C  | T | C | T | C | C | T | C | T  | C  | T  | C  | T  | C  | T  | T  | C  | C  | T  | T  | C  | C  | T  | C  | T  | C  | T  | T  | C  | T  | C  | C  | T  | C  | T  | T  | C  |
| Risultato | P  | V  | V | V | V | P | P | V | P | P  | V  | V  | N  | V  | V  | N  | P  | P  | N  | P  | V  | P  | V  | N  | P  | V  | N  | N  | P  | V  | P  | P  | N  | V  | P  | P  | V  | V  |
| Posizione | 16 | 14 | 6 | 2 | 2 | 4 | 9 | 6 | 8 | 11 | 8  | 8  | 9  | 7  | 5  | 4  | 6  | 7  | 8  | 8  | 9  | 9  | 9  | 9  | 9  | 9  | 9  | 9  | 9  | 9  | 9  | 11 | 10 | 9  | 11 | 11 | 11 | 11 |

Legenda:

Luogo: C = Casa; T = Trasferta. Risultato: V = Vittoria; N = Pareggio; P = Sconfitta.